# Apochinomma formica
Apochinomma formica là một loài nhện trong họ Corinnidae.
Loài này thuộc chi Apochinomma. Apochinomma formica được Eugène Simon miêu tả năm 1896.